# Nacra 17
Der Nacra 17 ist ein Katamaran, der 2011 für das leistungsorientierte Segeln entworfen wurde. Er wurde von der ISAF für die Olympischen Sommerspiele 2016 in Rio de Janeiro ausgewählt. Der Wettkampf in dieser Klasse wurde dort erstmals mixed ausgetragen, mit je einem männlichen und weiblichen Besatzungsmitglied. Auch 2020 und 2024 wurde der Nacra 17 beim Wettbewerb im Mixed Multihull verwendet.

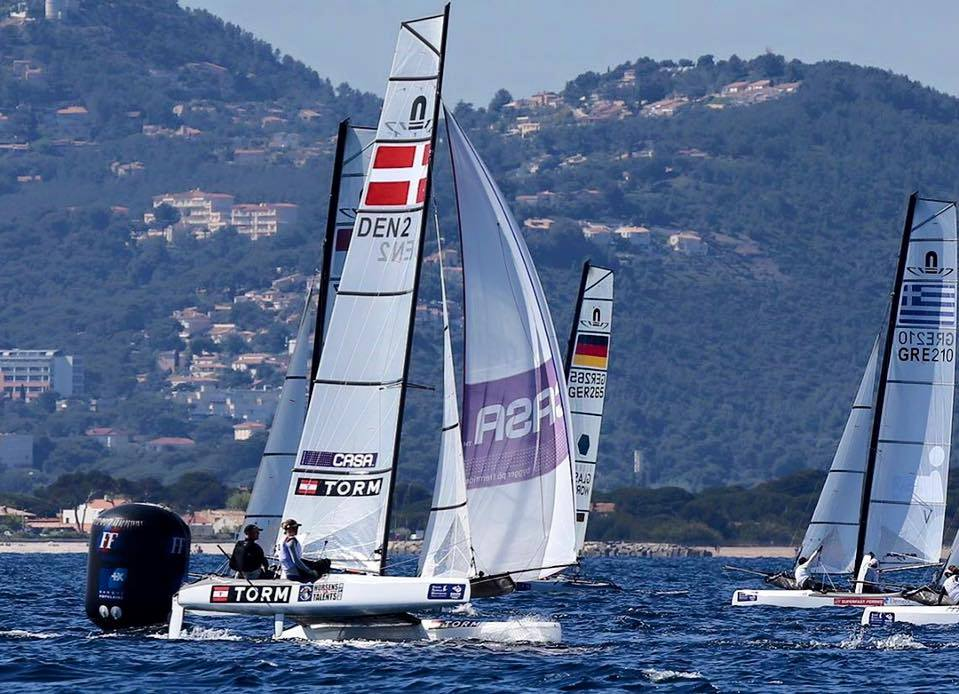
Nacra 17

Segelriss Nacra 17

 Eine charakteristische Neuerung ist die Einführung gekrümmter Steckschwerter, die neben seitlicher Führung auch Auftrieb erzeugen und den Bootsrumpf aus dem Wasser heben. Dadurch sinkt der Widerstand, was zu höheren Geschwindigkeiten führt. Als Segel stehen Großsegel, Fock und Gennaker zur Verfügung.